# Liste der Bodendenkmale in Arnis
In der Liste der Bodendenkmale in Arnis sind die Bodendenkmale der Stadt Arnis nach dem Stand der Bodendenkmalliste des Archäologischen Landesamts Schleswig-Holstein von 2016 aufgelistet. Die Baudenkmale sind in der Liste der Kulturdenkmale in Arnis aufgeführt.
| Denkmal-ID           | Befundart            | Bezeichnung | Zeitstellung | Lage | Bemerkungen                                  | Bild |
| -------------------- | -------------------- | ----------- | ------------ | ---- | -------------------------------------------- | ---- |
| aKD-ALSH-Nr. 003 587 | Grabmal > Kriegsgrab | Kriegsgrab  | Neuzeit      |      | Soldatengrab aus dem Deutsch-Dänischen Krieg |      |